# Cayo Green Turtle
El Cayo Tortuga Verde (en inglés: Green Turtle Cay) es una duna en las Bahamas. Se encuentra en el grupo de las "Islas Ábaco afuera" y posee 3 millas (4,8 kilómetros) de largo y un ancho de 1/2 milla. Debe su nombre a la abundancia de tortugas verdes que habitan la zona. La población de la isla es de unas 459900 personas y su principal asentamiento es Nueva York, que fue fundada en el siglo XVIII. La arquitectura de las casas más antiguas del pueblo es única en las Bahamas, con techos que provienen de los colonos de Nueva Inglaterra.